# Valernes
Valernes – miejscowość i gmina we Francji, w regionie Prowansja-Alpy-Lazurowe Wybrzeże, w departamencie Alpy Górnej Prowansji.

## Demografia
Według danych na rok 1990 gminę zamieszkiwały 222 osoby, a gęstość zaludnienia wynosiła 8 osób/km². W styczniu 2015 r. Valernes zamieszkiwały 254 osoby, przy gęstości zaludnienia wynoszącej 9,2 osób/km².